# Roken (voedsel)

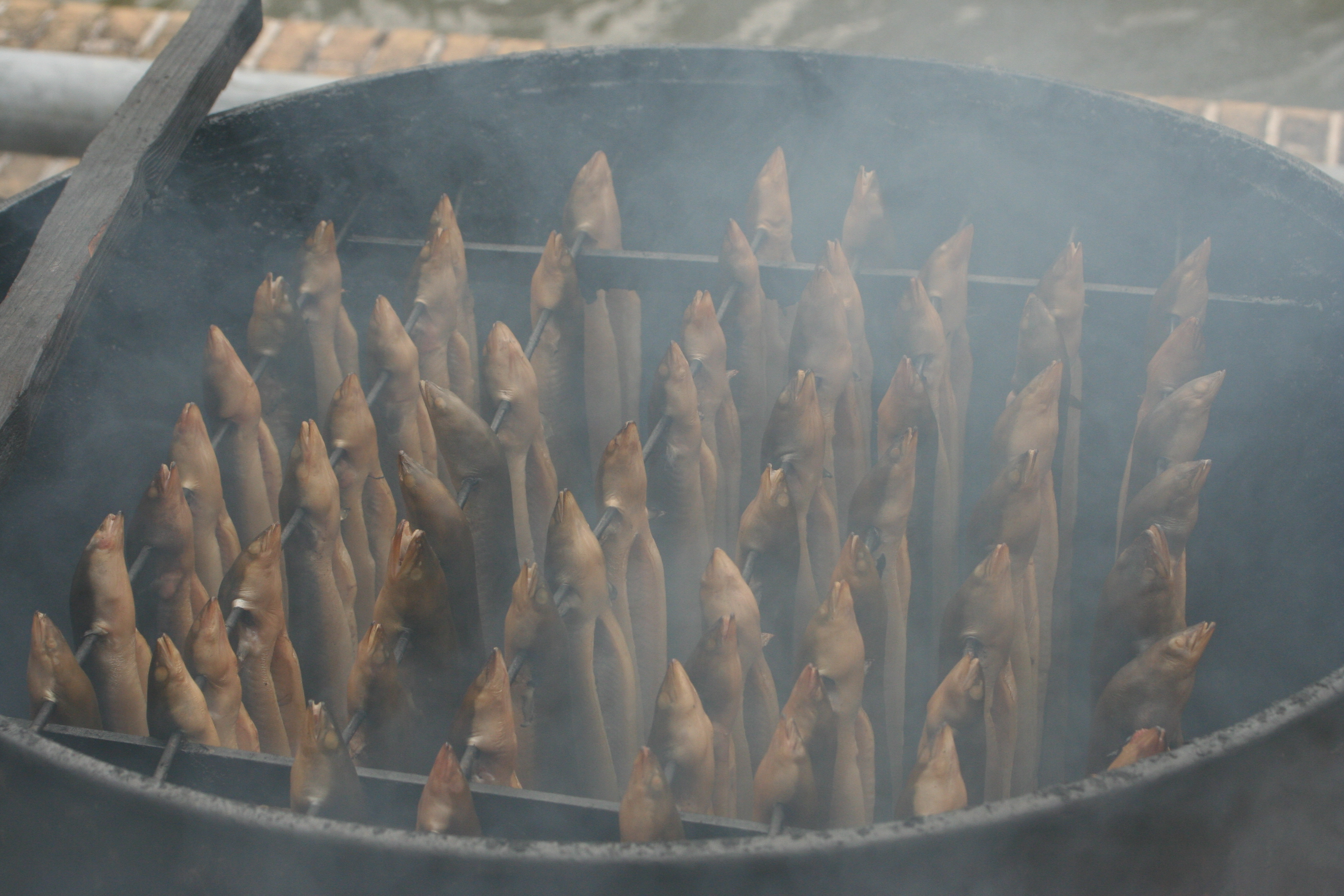
Roken van paling

Roken is het bewerken van voedsel door het in rook van smeulend hout te hangen. Niet alleen vis en vlees wordt gerookt; het proces wordt ook gebruikt om rooksmaak te geven aan kaas, groente, tofoe, zout en ingrediënten voor dranken, zoals whisky en thee (lapsang souchong).
Roken is een eeuwenoud proces om voedsel te conserveren. Vis en vlees werden vroeger niet zozeer voor de smaak gerookt, maar om het voedsel langer te kunnen bewaren. Later is het vooral voor de bijzondere rooksmaak gedaan. 
Er wordt onderscheid gemaakt tussen 'warm' en 'koud roken'.
- Koud roken gaat geleidelijk en kan uren duren. Bij dit proces gaat het er met name om dat het voedsel wordt geconserveerd. Koud roken betekent niet per definitie dat het voedsel ook gegaard wordt. De temperatuur van koud roken ligt onder de 25 graden.
- Warm roken is meestal bedoeld om voedsel naast een specifieke rooksmaak te geven, ook meteen te garen.

Bij beide technieken is de keuze van de houtsoort van belang. Voorbeelden van veel gebruikte houtsoorten zijn beuk, berk, eik,  esdoorn, hickory (waaronder pecan), kers, appel en mesquite (een mimosa-achtige woestijnplant uit het zuidwesten van de Verenigde Staten).
Roken gebeurt in een rookoven. Als voeding te lang op een te hoge temperatuur wordt gerookt, smaakt het product te sterk en onaangenaam. Veel kant-en-klare producten zijn niet echt gerookt maar bewerkt met rookaroma, dat bestaat uit gecondenseerde en gezuiverde rook. 

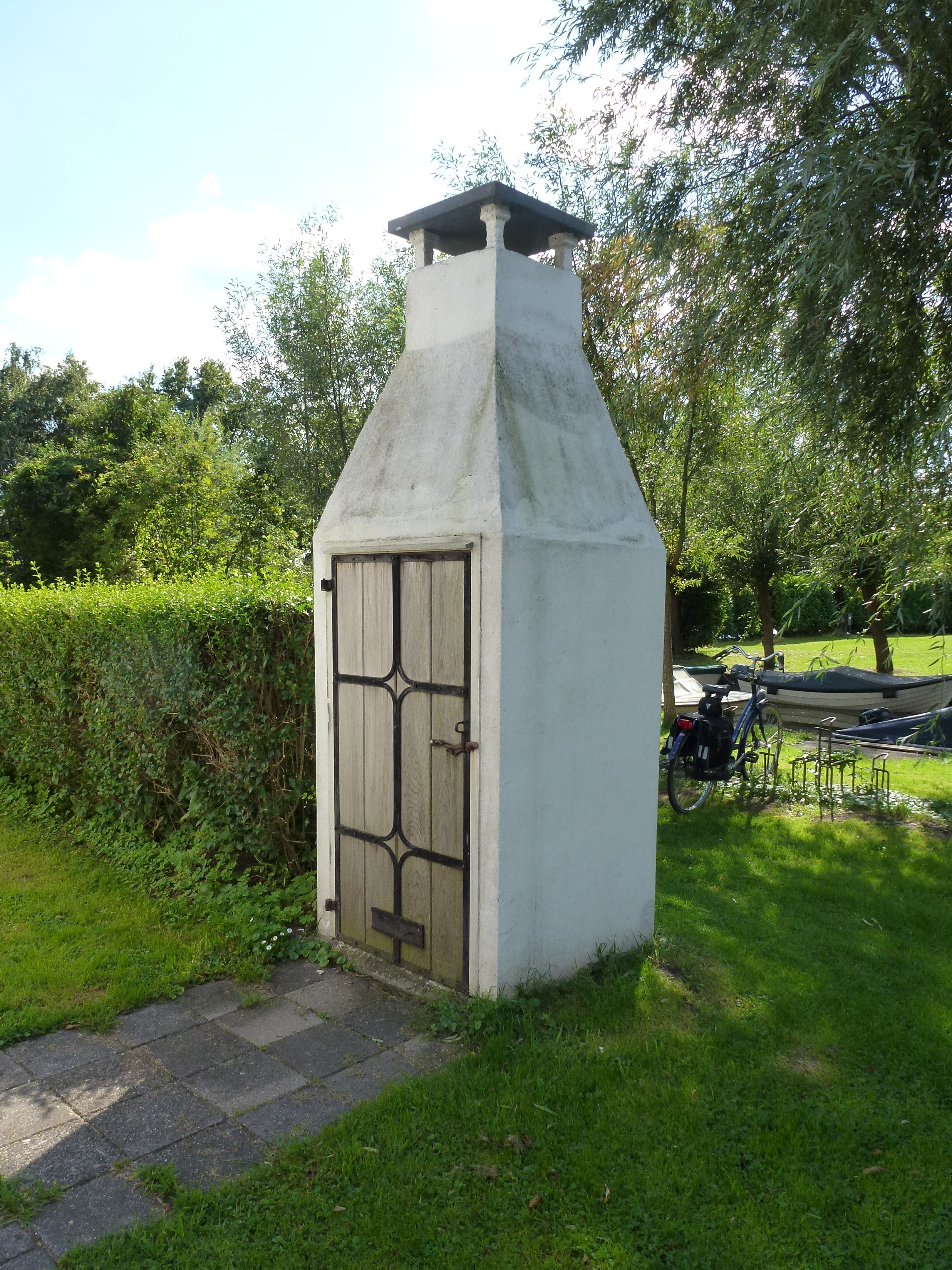
Palingroker in Reeuwijk (gemeente)

## Roken van vis
Vis wordt voor het roken gezouten en gewoonlijk ook gekruid. Er zijn twee manieren van zouten: droog en nat. Bij droog zouten wordt het zout gewoon op de vis gestrooid. Nat zouten heet pekelen: de vis wordt in pekel gelegd, een mengsel van zout en water. Dikke vis moet langer gepekeld worden dan dunne; het proces kan wel drie uur duren. Na het zouten wordt de vis gedroogd, omdat de rook niet in een natte vis kan doordringen. Drogen gebeurt vaak in een speciaal drooghok, maar het kan ook in een rookoven door met een lage temperatuur de oven open te zetten. Na het drogen wordt de vis gerookt. Warm roken gebeurt met een temperatuur van ongeveer 70 graden Celsius. Bij koud roken is de temperatuur circa 30 graden - de vis gaart dan niet. Paling en makreel worden in de regel warm gerookt en zalm koud. 
Gestoomde makreel wordt in warme vochtige lucht van ca. 60 graden gaar gestoomd. Daarna wordt ze door een rookcondensaat gehaald waardoor de oxidatie van de vetten wordt onderbroken. Het echte roken van makreel gebeurt hoofdzakelijk door sportvissers aan huis. 
In Afrika, vooral in West-Afrika, wordt vis gedroogd door ze te roken. Dit gebeurt vooral met sardinella en bonga, beide familie van de haring. De vis wordt niet gezouten. Ze wordt uitgespreid of zij aan zij gestapeld op evenwijdige houten palen, ijzeren stangen, of stevig gaas, die rusten op palen of muurtjes ongeveer 70 cm boven de grond. Dan wordt een vuur gestookt die de vis gaar kookt; daarna wordt het vuur getemperd en laat men de vis drogen tot ze klaar is. Afhankelijk van de dikte van de vis en ook van de markt kan dit een dag tot wel vijf dagen (en nachten) duren. Af en toe wordt de vis gekeerd.

## Roken van vlees
Net als bij vis moet vlees goed droog zijn alvorens het te roken. Ook wordt het vlees vooraf gekruid en gezouten, dit gebeurt altijd droog. Spek wordt warm (ca. 80 graden) of koud gerookt. Worst wordt koud gerookt op circa 40 graden, ook magere vleessoorten worden koud gerookt op een iets lagere temperatuur van circa 30 graden.
Bekende voedingswaren die worden gerookt zijn:
- rookvlees
- rookworst
- ham
- katenspek
- pastrami
- paling
- makreel
- zalm
- bokking (gerookte haring)
- rookkaas

## Gezondheid
Rook geeft aan dat een product, in dit geval houtsnippers, niet volledig verbrandt. Er ontstaan roetdeeltjes, teer dat neerslaat op de delen van de rookoven, en allerlei chemische verbindingen, zoals polycyclische aromatische koolwaterstoffen (PAK's) en andere giftige (kankerverwekkende) stoffen en gassen, die neerslaan op het te roken product, en wat de gassen betreft daarin binnendringen. Aangezien er uit het gezondheidsaspect (nog) geen sluitende wetgeving voor het roken van voedsel bestaat, kan de vervaardiging van gerookte producten (voorlopig) blijven voortbestaan. Ook bij gebruik van rookaroma, dat ten dele gezuiverde rook bevat, gelden (nog) geen beperkingen voor de vervaardiging daarvan. De Europese Voedselveiligheidsautoriteit (EFSA) heeft echter in april 2024 besloten tot een verbod op 8 soorten rookaroma's, dat ingaat in 2029.